# Guido Trentin
Guido Trentin (født 24. november 1975) er en italiensk tidligere professionel cykelrytter som har cyklet for det professionelle cykelhold Saunier Duval-Prodir.